# 酒私風雲
是一部美國歷史時代犯罪電視劇，由泰倫斯·溫特創作，在付費有線電視網HBO製播。背景設定在1920年代禁酒時期的紐澤西州大西洋城，由史蒂夫·布西密飾演主角努基·湯普森。黃金時段艾美獎獲獎編劇及製作人泰倫斯·溫特以尼爾森·強森的2002年非虛構書籍《酒私風雲：大西洋城的出生、巔峰和腐敗》作為創作靈感，該書中描寫了真實歷史犯罪老大伊努·L·強森的故事。
影集的首集是由馬田·史高西斯執導，該集製作費達1,800萬美元。HBO在2009年9月1日訂下了《海濱帝國》額外的11集。影集在2010年9月19日首播，並且播放了五季，總共56集，於2014年10月26日完結。
《海濱帝國》受到評論界的廣泛讚賞，特別是針對其視覺風格、歷史人物設定，以及主角布希米的演技表現。本劇總計獲得57項黃金時段艾美獎提名，包括兩次入圍最佳戲劇類影集，共贏取了其中20項獎。此外，本劇在2011年獲頒金球獎最佳戲劇類影集，並分別在2011年和2012年贏得兩次美國演員工會獎戲劇影集類最佳整體演出。

## 影集概要
《海濱帝國》是一部以伊努·「努基」·湯普森（其角色原型來自真實歷史的伊努·L·強森）為主角展開的歷史時代影集。湯普森是一名政治家，在1920年代至1930年代禁酒時期間，躍升成為掌控紐澤西州大西洋城的重要人物。努基在私人生活和政治生涯中與多位歷史人物有著互動關係，包括黑幫、政治家、政府代表，以及求見他的一般百姓。同時，聯邦政府也密切關注在該區域的酒類走私等非法活動，並派出探員調查努基與黑幫之間的可能關聯，並試圖揭露努基以地方政治人物之身份卻過著豪奢生活的背後原因。最後一季則跳到七年後，即1931年，也是禁酒令接近結束的時候。

## 演員與角色

### 主要演員
- 史蒂夫·布西密 飾 伊努·「努基」·湯普森（Enoch "Nucky" Thompson，第1–5季）：大西洋郡司庫，同時也是當地最具影響力的政治人物——其原型來自大西洋城政治老大伊努·L·強森（Enoch L. Johnson）[9][10]。
- 邁克爾·皮特 飾 詹姆斯·「吉米」·達摩狄（James "Jimmy" Darmody，第1–2季）：為了在第一次世界大戰中報效國家而放棄了普林斯頓大學學業；曾在努基下面短暫工作過，之後開始從事自己的組織犯罪——其原型來自詹姆斯·H·博伊德[11]。
- 凱莉·麥當勞 飾 瑪格麗特·湯普森（Margaret Thompson，第1–5季）：年輕的寡婦和母親，她與湯普森認識後成為他的情婦，之後成為他的妻子。
- 迈克尔·珊农 飾 尼爾森·范奧登 / 喬治·穆勒（Nelson Van Alden / George Mueller，第1–5季）：前禁酒探員，在謀殺了自己的搭擋後開始逃亡生涯，在芝加哥以化名「喬治·穆勒」當一名私酒販——其原型來自William Frank[12]。
- 希亞·溫漢 飾 艾利亞思·「伊萊」·湯普森（Elias "Eli" Thompson，第1–5季）：努基的弟弟以及大西洋郡警長，在努基的組織下工作，後來則在艾爾·卡彭的組織內工作——角色原型為書中的艾夫·強森（Alfred "Alf" Johnson）[9]。
- 雅莉莎·帕拉狄諾 飾 安潔菈·達摩狄（Angela Darmody，第1–2季）：吉米的妻子，兩人共同養育一個年幼的兒子。
- 麥可·斯圖巴 飾 阿諾·羅斯汀（Arnold Rothstein，第1–4季）：極具影響力的紐約幫派份子，與努基有生意上的往來，查理·盧西安諾、邁爾·蘭斯基和畢斯·西格爾也為他工作——其原型來自同名的阿諾·羅斯汀[9]。
- 史提芬·格拉漢姆 飾 艾爾·卡彭（Al Capone，第1–5季）：暴力的芝加哥幫派份子，是芝加哥幫派老大強尼·托里奧的右手——其原型來自同名的艾爾·卡彭[9]。
- 文森特·皮亞扎 飾 查理·「幸運」·盧西安諾（Charles "Lucky" Luciano，第1–5季）：與羅斯汀共事的紐約幫派份子——其原型來自同名的查理·「幸運」·盧西安諾[9]。
- 帕茲·德·拉·維爾塔 飾 露西·丹席格（Lucy Danziger，第1–2季）：努基的前任情婦。
- 迈克·肯尼斯·威廉姆斯 飾 艾伯特·「查克」·懷特（Albert "Chalky" White）：極具影響力的亞特蘭大城非洲裔美國幫派份子。
- 安東尼·拉休拉 飾 愛德華·安索·「艾迪」·凱斯勒（Edward Anselm "Eddie" Kessler，第1–4季）：努基的助理和管家——其原型來自Louis Kessel[9]。
- 查理·考克斯 飾 歐文·史萊特（Owen Sleater，第2–3季）：替努基工作的國稅局志工，並和瑪格麗特有著親密關係。
- 保羅·斯帕克斯 飾 米奇·道爾（Mickey Doyle，第1–5季）：大西洋城的私酒販——角色原型為米奇·達菲（Mickey Duffy）[13]。
- 達布尼·柯曼 飾 「準將」路易斯·凱斯納（Commodore Louis Kaestner，第1–2季）：努基的精神導師，曾是控制大西洋城的重要人物，也是吉米的父親。John Ellison Conlee在第5季的回顧中飾演年輕的準將——其原型來自路易斯·庫爾勒[9]。
- 傑克·休斯頓 飾 理查·哈洛（Richard Harrow，第1–4季）：吉米的同夥，前任軍人，在戰爭中受重傷，使用面具遮蓋住半邊臉。
- 珂茜·莫爾 飾 吉莉安·達摩狄（Gillian Darmody，常設角色第1季；主要角色第2–5季）：吉米的母親，努基的朋友。
- 鮑比·坎納瓦爾 飾 吉普·羅賽迪（Gyp Rosetti，第3季）：挑戰努基的黑幫。
- 榮·利文斯通 飾 羅伊·菲利普斯（Roy Phillips，第4季）：私家偵探，假裝成富有的外地商人接近吉莉安·達摩狄，目的要起訴她謀殺罪成。
- 傑佛瑞·懷特 飾 華倫汀·納西斯（Dr. Valentin Narcisse，第4–5季）：慈善家和神學博士，計劃佔領大西洋城的海洛英交易——此角色靈感來自卡斯柏·荷爾斯泰因。
- 班·羅森菲爾德 飾 威利·湯普森（Willie Thompson，第4–5季）：伊萊的兒子。

### 其他演員
- 格雷格·安東納奇 飾 強尼·托里奧——芝加哥犯罪集團的老大。
- 阿納托爾·優素福 飾 邁爾·蘭斯基——年輕的黑幫，羅斯汀的門生。
- 米高·澤根 飾 畢斯·西格爾——猶太黑幫，在童年時的朋友盧西安諾和蘭斯基之下工作。
- Ivo Nandi 飾 喬·馬塞里亞——紐約黑手黨的領導人，盧西安諾和羅賽迪的老大。
- 凱文·奧羅克 飾 愛德華·L·巴德——大西洋城的市長。
- 埃里克·拉雷·哈維 飾 Dunn Purnsley——巴爾的摩的罪犯，為查克·懷特的組織工作。
- 希瑟·林德 飾 Katy——努基和瑪格麗特的傭人。
- 多米尼克·查尼斯 飾 Leander Whitlock——準將的長期律師，吉米和吉莉安的顧問。
- 茱莉安娜·妮克遜 飾 Esther Randolph——助理美國檢察官，起訴努基選舉舞弊和謀殺——其原型來自美國助理首席檢察官（英语：United States Assistant Attorney General）梅布尔·沃克·维勒布兰。
- Peter Van Wagner 飾 Isaac Ginsburg——努基的律師。
- 大衛·亞倫·貝克 飾 比爾·法倫——阿諾·羅斯汀的律師。
- 斯蒂芬·魯特 飾 加斯頓·梅斯——偽造者、詐騙犯和謀殺嫌疑犯，他成為美國司法部的特別調查員。
- 布萊恩·格拉格提 飾 James Tolliver——調查努基的聯邦調查局探員。
- 史蒂芬·德羅薩 飾 埃迪·康托爾——世界知名的歌舞雜耍表演明星。
- 詹姆斯·克倫威爾 飾 安德魯·W·梅隆——其原型來自同名的美國財政部長安德魯·W·梅隆。
- 克里斯托弗·麥克唐納 飾 哈里·M·多赫蒂——其原型來自同名的美國司法部長哈里·M·多赫蒂。
- 威廉·佛塞 飾 Manny Horvitz——費城黑幫。
- 埃里克·維奈爾 飾 探員Eric Sebso——范奧登的搭檔。
- William Hill 飾 市議員George O'Neill——努基的政治密友之一。
- 羅伯·哥希斯 飾 市議員Jim Neary——努基的政治密友之一。
- 馬克斯·凱塞拉 飾 Leo D'Alessio——三流的費城黑幫。
- 愛德華多·巴萊里尼 飾 Ignatius D'Alessio——Leo的兄弟，另一名三流的黑幫。
- 尼克·桑多 飾 瓦克西·戈登——費城黑幫和羅斯汀的合夥人。
- 比利·馬格努森 飾 Roger McAllister——吉莉安·達摩狄的情人。
- 梅格·錢伯斯·斯蒂德爾 飾 Lillian "Billie" Kent——紐約的表演女郎和努基的情婦。
- 埃瑞克·拉汀 飾 約翰·埃德加·胡佛——其原型來自第一任聯邦調查局長約翰·埃德加·胡佛。
- 瑞安·施密特 飾 Julia Sagorsky——理查·哈洛的妻子和Tommy Darmody的監護人。
- Natalie Wachen 飾 Lenore White——查克的妻子。
- Brady和Connor Noon 飾 Tommy Darmody——吉米和安潔菈的兒子。
- Lucy和Josie Gallina 飾 Emily Schroeder——瑪格麗特的女兒。
- Declan和Rory McTigue 飾 Teddy Schroeder——瑪格麗特的兒子。
- Nisi Sturgis 飾 June Thompson——伊萊的妻子和八個孩子的母親。
- Chris Caldovino 飾 Tonino Sandrelli——吉普的得力助手，為喬·馬塞里亞工作。
- Adam Mucci 飾 副手Hollaran——伊萊·湯普森屬下的副警長。
- 克里斯汀·塞德爾 飾 Sigrid Mueller——尼爾森·范奧登 / 喬治·穆勒的妻子。
- Joseph Aniska 飾 探員Stan Sawicki——被努基·湯普森賄賂的大西洋城禁酒探員。
- 格倫·弗萊舍爾 飾 喬治·雷穆斯——俄亥俄州的私酒販和努基·湯普森的合夥人。
- 瑪歌·冰咸 飾 Daughter Maitland——Onyx Club的表演者和爵士樂歌手。
- Peter Claymore 飾 Peter——阿諾·羅斯汀的私人保鏢。
- 崔西·米登朵夫 飾 Babette——Babette夜總會的老闆。
- 多門尼克·隆巴多西 飾 雷夫·卡彭——芝加哥黑幫和艾爾·卡彭的哥哥。
- 摩根·斯佩克特 飾 法蘭克·卡彭——艾爾·卡彭的哥哥。
- Arron Shiver 飾 狄恩·歐班寧——芝加哥的私酒販和北邊幫（英语：North Side Gang）的領導人；艾爾·卡彭的對手。
- Mark Borkowski 飾 Paul Sagorsky——嗜酒的打仗老兵和Julia Sagorsky的父親。
- Emma Holzer 飾 Edith Thompson——伊萊·湯普森的長女。
- Christina Jackson 飾 Maybelle White——查克·懷特的長女，渴望從事詩人。
- 派翠西亞·艾奎特 飾 Sally Wheet——佛羅里達州坦帕市的一間地下酒吧的老闆。
- Joseph Riccobene 飾 法蘭基·耶魯——布魯克林的黑幫。
- 嘉芙蓮·沃特斯頓 飾 Emma Harrow——理查·哈洛的孿生姊姊。
- 威爾·雅諾維茨（英语：Will Janowitz） 飾 海米·魏斯——芝加哥黑幫，狄恩·歐班寧和北邊幫的第二把手。

## 製作
| 季 | 季 | 集數 | 首播日期      | 首播日期       | DVD和藍光發售日期 | DVD和藍光發售日期 | DVD和藍光發售日期 | DVD和藍光發售日期 |
| 季 | 季 | 集數 | 首集          | 末集           | 北美洲            | 香港              | 台灣              |                   |
| -- | -- | ---- | ------------- | -------------- | ----------------- | ----------------- | ----------------- | ----------------- |
|    | 1  | 12   | 2010年9月19日 | 2010年12月5日  | 2012年1月10日     | 2012年1月20日     | 2013年7月26日     |                   |
|    | 2  | 12   | 2011年9月25日 | 2011年12月11日 | 2012年8月28日     | 2012年8月13日     | 2013年8月30日     |                   |
|    | 3  | 12   | 2012年9月16日 | 2012年12月2日  | 2013年8月20日     | 2012年8月29日     | TBA               |                   |
|    | 4  | 12   | 2013年9月8日  | 2013年11月24日 | TBA               | TBA               | TBA               |                   |
|    | 5  | 8    | 2014年9月7日  | 2014年10月26日 | TBA               | TBA               | TBA               |                   |

### 開發
曾擔任廣受好評的HBO劇集《黑道家族》執行製作人和編劇的艾美獎得主泰倫斯·溫特，在2008年6月4日被受聘改編非虛構書籍《酒私風雲：大西洋城的出生、巔峰和腐敗》（Boardwalk Empire: The Birth, High Times, and Corruption of Atlantic City）。溫特早已對創作1920年代背景的電視劇很感興趣，覺得這題材在之前從未被確切地探索過。由於這個原因他決定集中他的改編作品在有關禁酒令上。2009年9月1日，宣佈奧斯卡金像獎得主導演馬田·史高西斯將會執導試播集。這是他從1986年史提芬·史匹堡的《惊异传奇》其中一集以來第一次執導的電視劇。製作方面非常野心勃勃，甚至有人猜測這會是過度大規模的電視劇。「我一直思索，『這是無意義，我們怎可能提供得到一條木板路或一個帝國？』」創作人泰倫斯·溫特說道。「我們不能稱它為「木板路帝國」（Boardwalk Empire，Boardwalk的中文意思是木板路），卻看不見一條木板路。」製作方面最終在紐約布魯克林的空地上建造了一條300尺長（91米）的木板路，成本為500萬美元。儘管有報道指預算升到5,000萬美元，但試播集的最後預算為1,800萬美元。

### 選角
「史高西斯是一塊演員磁石，」溫特評論。「每個人都想與他合作。我的牆壁上有了所有圖片，我想『我真的最好為這些人寫點好東西出來。』」在努基·湯普森的選角上（基於真實大西洋城政治老闆伊努·L·強森），溫特想盡可能偏離真實的強森。「如果我們選一個與真實努基相似的演員，我們會選擇詹姆士·甘多費尼。」揀選史提夫·布斯美作為主角的主意，是因為當時史高西斯提及到他想與這名演員合作，溫特也最清楚的曾經與他在《黑道家族》中合作過。溫特寄了劇本給布斯美，而他十分熱情地回應「我剛才想，『嘩，我幾乎後悔我讀了這劇本，因為如果我不理解劇本的話，我會很傷心。』我的回應是『泰利，我知道你在尋找其他的演員』而他說『不，不，史提夫，我說我們想要你。』」史高西斯解釋「我愛他有的水平，他的戲劇感，還有他的幽默感。」
布斯美的選角隨後不久便是米高·彼特，最著名的電影演出是《殺人習作》、《戲夢巴黎》，電視劇則是《戀愛時代》。他很快加入了凱莉·麥當勞、文森特·皮亞扎和麥可·夏儂，而夏儂剛好憑他在森·曼特斯的電影《浮生路》中的演出而得到奧斯卡提名。

### 拍攝
試播集的拍攝於2009年6月在紐約市多個地方取景。在創造劇集的視覺效果方面，公司向布魯克林特效公司Brainstorm Digital尋求幫助。《酒私風雲》視覺效果監製和Brainstorm共同創辦人Glenn Allen說「這是我們到目前為止最複雜的工作。所有東西現在都是高清，所以我們一定要處理得像一部電影。」視覺效果美術家Chris "Pinkus" Wesselman評論道：「任何時候你都可以在一段時代作品上工作，這更有趣。」他使用檔案照片、明信片和建築設計圖以盡可能準確地重建大西洋城的木板路。「我們要探索以前的大西洋城是什麼樣子，凸式碼頭是最艱難的部分之一，因為每個夏天時他們會變換新房子、新廣告。」特效公司花了兩個月的時間來完成試播集的所有視覺效果。《酒私風雲》於2012年3月在史泰登島上的歷史列治文鎮開始拍攝。

### 服裝設計
《酒私風雲》的服裝由John Dunn設計和馬丁·格林菲爾德裁製，基於來自流行設計學院研究圖書館的1920年代裁縫書籍和在布魯克林博物館與大都會歌劇院中找到的樣品。這些服裝也從位於紐約奧爾巴尼的Daybreak Vintage公司中租用，這間公司也會在曼哈頓經典服裝展（Manhattan Vintage Clothing Show）上展出作品。Dunn的設計非常仔細，包括為努基的襯衫而設的一個衣領針，甚至盡量為西服料而特別訂購毛織品。

### 馬田·史高西斯的貢獻

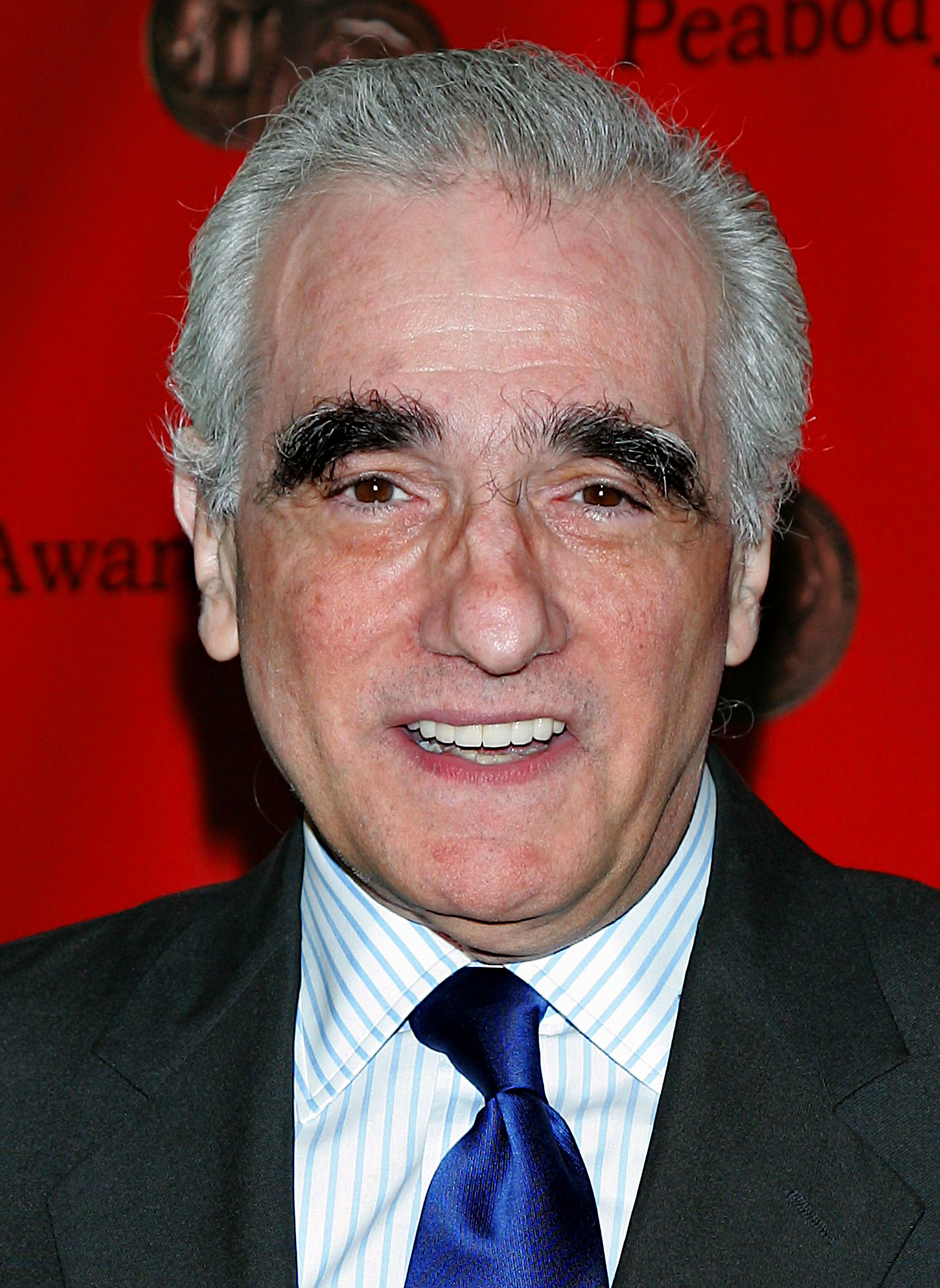
馬田·史高西斯執導首集。

馬田·史高西斯比創作人泰倫斯·溫特早加入拍攝。他執導首集及建立了劇集的外觀，而其他導演後來仿效他以達至連貫性。他也是劇集的其中一個執行製作人。溫特陳述史高西斯介入選角決定和檢查所有的剪接和樣片。直到劇集第一季的拍攝為止，史高西斯與溫特會在每個星期日下午會面，以評估在一週期間所發生的事。史高西斯繼續創造性地參與正在進行的製作，但不會再執導任何集數。

### 劇組人員
史高西斯和溫特是被麥克·華堡、Stephen Levinson和提姆·范恩·派頓加入成為執行製作人。范恩·派頓曾經是《黑道家族》的慣常導演，也是《酒私風雲》的慣常導演。勞倫斯·康納是共同執行製作人，康納也為本劇寫過劇本，之前是《黑道家族》的編劇。侯活·科德和Margaret Nagle擔任第一季的監督製片人和編劇。劇組人員因他們在第一季的工作而獲得了多個黃金時段艾美獎提名。科德回歸作本劇第二季的共同執行製作人和編劇，以及第三季的執行製作人。

### 原聲帶
開場標題所使用的音樂是布萊恩·瓊斯鎮大屠殺的"Straight Up and Down"。劇集創作人溫特選擇此音樂是為了創造一個「出乎意料」的感覺。
原聲帶由1890年代至1920年代的音樂組成，多位演出者例如蕾吉娜·史派克特、Leon Redbone、盧登·溫賴特三世、瑪莎·溫賴特、凱瑟琳·羅素、妮莉·麥凱、凱西·布瑞爾，以及文斯·佐丹奴與夜鷹樂團表演演唱。酒私風雲 卷1：HBO劇集音樂原聲帶收錄了第一季及第二季的音樂，於2011年9月13日發行。
原聲帶於第54屆格林美獎獲得最佳影視媒體作品作曲專輯。

## 廣告宣傳

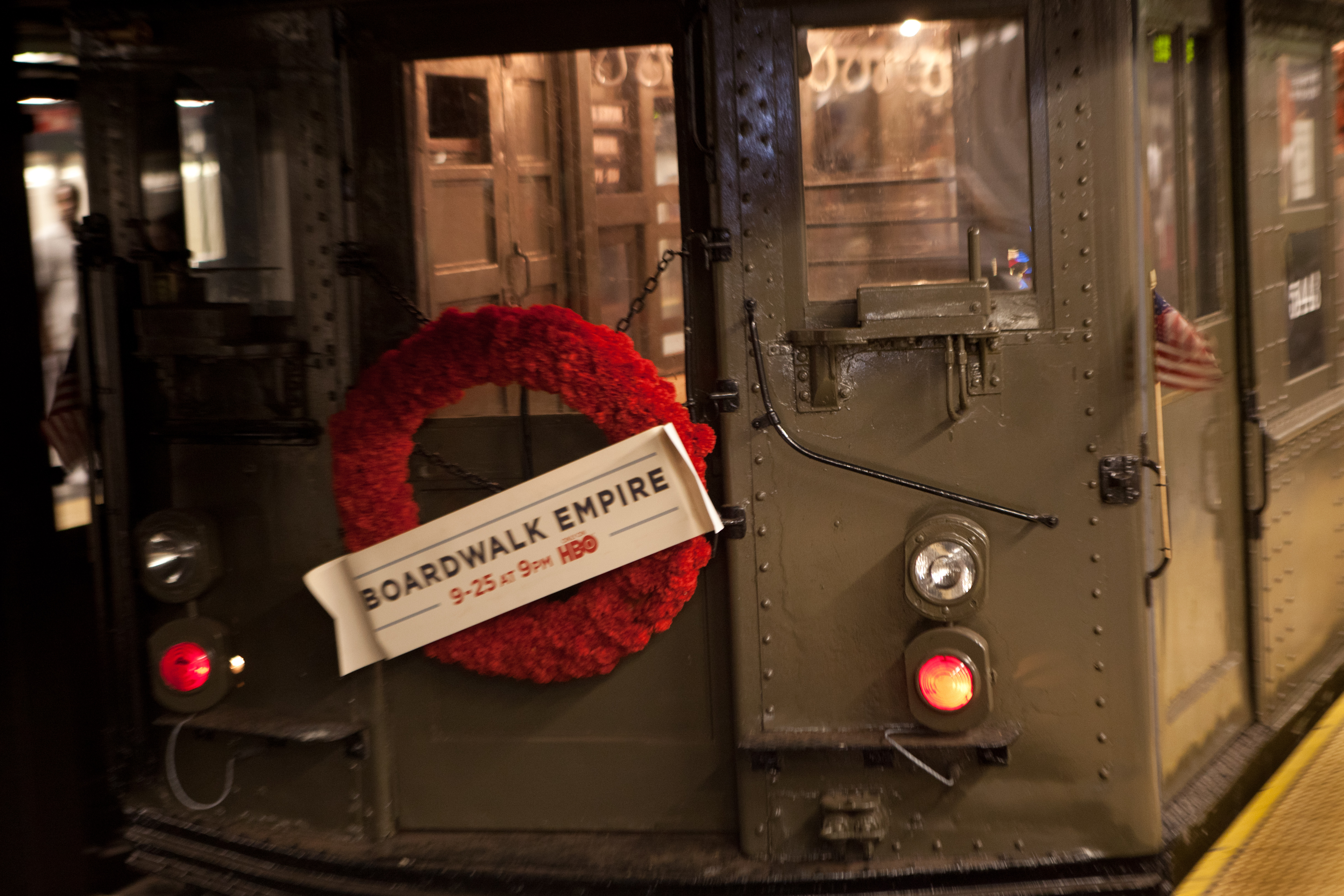
IRT LoV列車5443宣傳《酒私風雲》第二季

為了宣傳在2011年9月25日開播的第二季，製片人給予大都會運輸署150,000元裝飾和操作四部退役紐約地鐵Lo-V 列車中的一部紐約運輸博物館列車，於2011年9月每個週末運作。被使用的地鐵列車是5290、5292（兩個都在1917年建造），5443、5483（兩個都在1924年建造）。地鐵於中午與下午6時之間，以及當作一輛特快列車於IRT百老匯-第七大道線的96街車站與時報廣場-42街地鐵站上運作。這是在大都會運輸署（MTA）於每年舉辦「懷舊列車」期間，第一次被用作廣告宣傳搭配。
HBO也贊助一項標語為「努基·湯普森的讚揚」（"Compliments of Nucky Thompson"）的大西洋城美化計劃，以及支付了於2011年9月24日週末在大西洋城高速公路至大西洋城的往東行通行費。

## 反響

### 評價
《酒私風雲》獲得了好評。美國電影學會命名《酒私風雲》為十大「年度最佳電視節目」之一。
在評論聚合網站Metacritic上，第一季在100分中獲得88分，第二季在100分中得到了82分，都表示「普遍讚譽」。第三季得分為76分，第四季則得分為77分，均表示「普遍好評」。第五季和最後一季，則在100分中獲得83分。
另一個評論聚合網站爛番茄上，第一季獲得93％評分。第二季獲得88％，第三季87％，而第四季97％，表示「《酒私風雲》繼續獲益於其精心實現的時代虛飾，但讓電視劇保持有可看性的是其非常有才華的演員」。本劇的第五季評級為90％，網站的共識為：「《酒私風雲》的最後一季在視覺上令人耀眼，並且行之有效，但重點在努基·湯普森的歷史，尤其值得超時強調」。

### 獎項和提名
2011年7月14日，《酒私風雲》憑第一季於第63屆黃金時段艾美獎被提名18項黃金時段艾美獎，包括最佳戲劇類劇集、最佳戲劇類劇集男主角（史蒂夫·布西密），以及最佳戲劇類劇集女配角（凱莉·麥當勞），而馬田·史高西斯獲得了戲劇類劇集最佳執導，以及創意藝術獎中的七個獎項。《酒私風雲》獲得美國編劇工會獎最佳新系列獎，並被提名最佳劇情類獎。此外，本劇贏得金球獎最佳戲劇類影集，以及史蒂夫·布西密贏得最佳戲劇類男主角，而凱莉·麥當勞則被提名最佳電視劇、連續短劇與電視電影女配角。演員在2011年和2012年贏得美國演員工會獎電視戲劇類最佳集體演出，而史蒂夫·布西密憑第一和第二季於2011年和2012年獲得電視戲劇類最佳男演員。2011年，馬田·史高西斯憑首集獲得美國導演工會獎最佳戲劇類電視劇導演。《酒私風雲》憑第一和第二季於2010年和2011年被列入美國電影學會的最佳十大電視劇名單中。
《酒私風雲》也在第九屆年度視覺效果協會獎（Annual Visual Effects Society Awards）中獲得兩個獎項。第一個獎項是最佳廣播節目支援視覺效果獎，第二個獎項是最佳廣播節目或商業模型和縮微模型獎。前者由Richard Friedlander（Brainstorm Digital公司）、Robert Stromberg、Paul Graff和David Taritero接受領獎；後者則由Brainstorm Digital公司的Brendan Fitzgerald，John Corbett和Matthew Conner接受領獎。本劇的第一季原聲帶於2012年贏得格萊美獎最佳影視媒體作品作曲專輯。
《酒私風雲》憑第二季由提姆·范恩·派頓執導的最後一集"To the Lost"而再次贏得戲劇類劇集最佳執導，以及贏得創意藝術獎中的另外三個獎項。
鮑比·坎納瓦爾憑第三季中飾演的角色吉普·羅賽迪（Gyp Rosetti）在第65屆黃金時段艾美獎中贏得本劇第一個的劇情類最佳配角演出獎，以及贏得創意藝術獎中的另外四個獎項。